# Josypiwka (rejon odeski)
Josypiwka (ukr. Йосипівка, ros. Йосиповка) – wieś na Ukrainie, w obwodzie odeskim, w rejonie odeskim.